# Rio Dietrich
O rio Dietrich é um curso de água com aproximadamente 56 quilômetros de extensão, classificado como um rio entrelaçado, localizado na Região Censitária de Yukon-Koyukuk, no estado do Alasca, Estados Unidos. Suas nascentes estão situadas na cordilheira Brooks, e seu curso segue em direção sul até unir-se ao rio Bettles, formando o rio Middle Fork Koyukuk.
O rio percorre uma planície de inundação ampla. Entre as espécies de peixes comumente encontradas em suas águas estão o grayling ártico, lota-do-rio, truta Dolly Varden e diversas variedades de corégono.
A rodovia Dalton Highway acompanha o vale do rio Dietrich e segue paralela ao seu curso por aproximadamente 40 quilômetros.